# Psomophis joberti
Psomophis joberti — вид змій родини полозових (Colubridae). Мешкає в Бразилії.

## Поширення і екологія
Psomophis joberti широко поширені на сході і в центрі Бразилії, від острова Маражо і Ріу-Гранді-ду-Норті до Мату-Гросу-ду-Сул, можливо, також на сході Болівії і Парагваю. Вони живуть у відкритих саванах серрадо. Ведуть наземний, денний спосіб життя.